# Eddie Baker
Eddie Baker (17 de novembro de 1897 – 4 de fevereiro de 1968) foi um ator note-americano. Natural de Davis, Virgínia Ocidental, ele apareceu em 177 filmes entre 1917 e 1965.
Faleceu em Hollywood, Califórnia, a 1968.